# Olidiana hamularis
Olidiana hamularis är en insektsart som beskrevs av Xu 2000. Olidiana hamularis ingår i släktet Olidiana och familjen dvärgstritar. Inga underarter finns listade i Catalogue of Life.